# Idar-Oberstein
Idar-Oberstein är en stad i Landkreis Birkenfeld i förbundslandet Rheinland-Pfalz i Tyskland. Staden bildades 1 oktober 1933 genom en sammanslagning av Idar och Oberstein.[källa behövs]
Idar-Oberstein är känd som ädelstens- och garnisonsstad.
Idar-Oberstein är också skådespelaren Bruce Willis födelseplats.